# 赫爾采爾斯塔爾約赫山

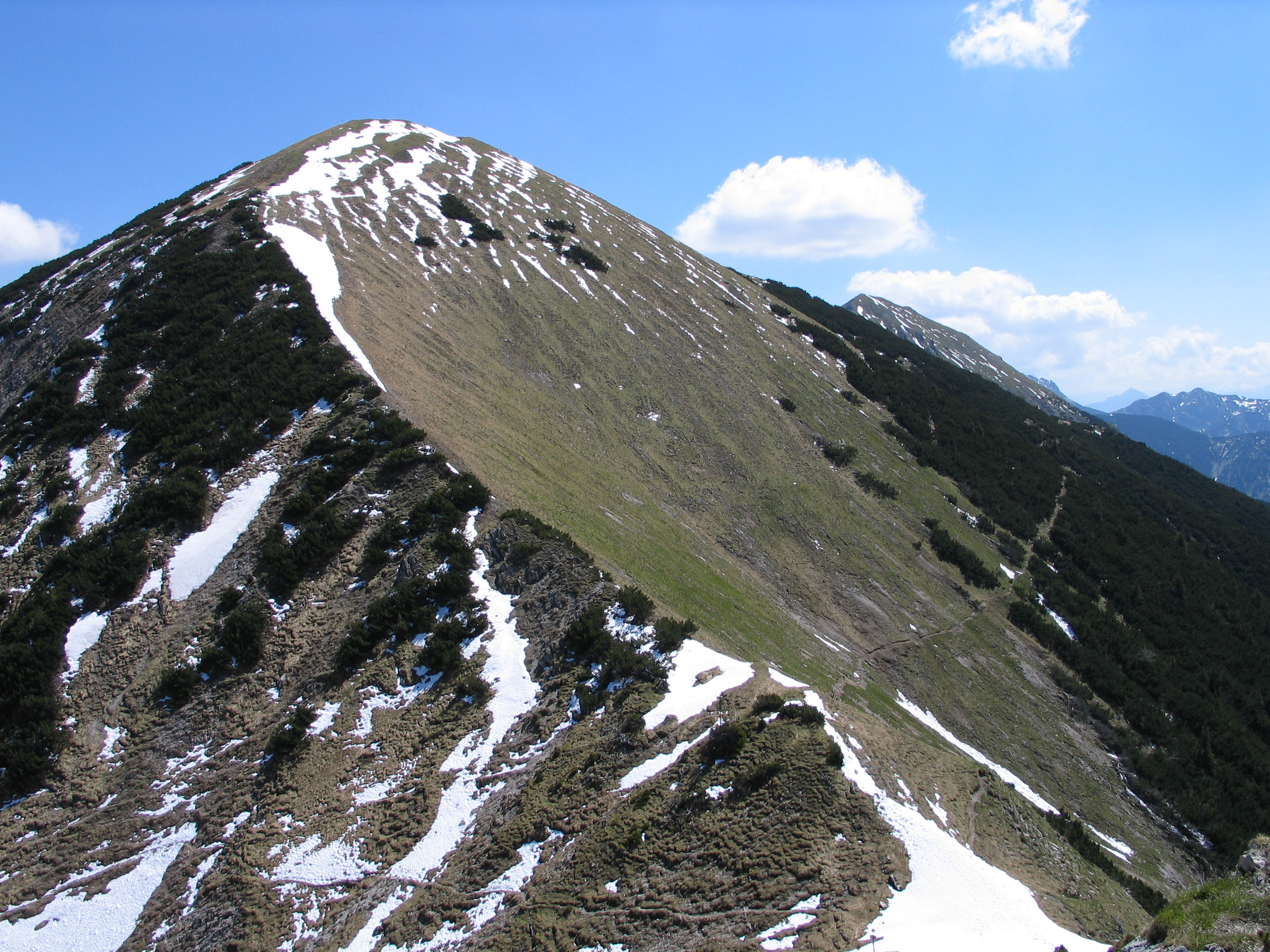

47°28′43″N 11°31′49″E / 47.47861°N 11.53028°E
赫爾采爾斯塔爾約赫山（德語：Hölzelstaljoch），是奧地利的山峰，位於該國西部，由蒂羅爾州負責管轄，屬於卡爾文德爾山脈的一部分，距離弗賴施班克山0.8公里，海拔高度2,012米，每年平均降雨量1,806毫米。